# 型式適合認定
型式適合認定（かたしきてきごうにんてい）は、建築基準法第68条の10～24にある規定。
国土交通大臣の指定を受けた指定認定機関が、建築材料又は建築物（の部分）の構造上の基準その他の技術的基準に関する政令で定める一連の規定に適合するものであることを、あらかじめ審査、認定するもの。
認定を受けたものを認証を受けた製造者が製造（建築）することにより、一連の規定に適合するものとみなされ、建築確認の申請や検査を簡素化できる。
2000年（平成12年）6月1日施行の建築基準法の改正により、従来の、建築物の格部位などについて、使用する材料やその寸法などを具体的に規定した「仕様規定」から、建築物などが適合すべき技術基準を、測定可能な性能を明らかにして規定化した、「建築基準の性能規定化」への移行が行われた。
法改正にて削除された建築基準法旧第38条による大臣認定（通称サンパチ認定、仕様規定を前提とした包括的な認定規定）を受けていたプレハブ住宅メーカー等は、従前と同様に規格化された建物を効率的に建築可能にする為に、「型式適合認定」と「型式部材等製造者認証」を取得している。
- 型式部材等製造者の認証 - 国土交通大臣は規格化された建築材料、建築物の部分又は建築物（「型式部材等」という）の製造又は新築をする者について、型式部材等の製造者としての認証を行う。「認証型式部材等製造者」
- 型式適合義務等 - 認証型式部材等製造者は、その認証に係る型式部材等の製造をするときは、当該型式部材等がその認証に係る型式に適合するようにしなければならない。
- 認証型式部材等に関する確認及び検査の特例 - 認証型式部材等製造者が「型式部材等」を製造又は新築する場合、建築確認申請時の書類作成や審査を簡素化できる。
- 指定認定機関等による認定等の実施 - 国土交通大臣により指定された認定機関「指定認定機関等」により認定等を実施する。

型式適合認定制度の対象は、パネル、プレハブ住宅など「建築物の部分の設計仕様」が、構造・防火・設備等の一連の規定に適合することについて型式適合認定を行うもの、防火設備、換気設備、合併処理浄化槽、給水タンク、エレベーターなどの「建築設備、防火設備等」各設備に関する一連の規定に適合することについて型式適合認定を行うもの、である。